# Gino Meloni
Gino Meloni (Varese, 29 aprile 1905 – Lissone, 23 febbraio 1989) è stato un pittore e scultore italiano.

## Biografia
Nato a Varese da Emilia Mentasti e Cesare Meloni, si trasferisce a Lissone all'età di sei anni. Dal 1923 al 1927 è Monza allievo di Arturo Martini all'ISIA. 
Frequenta poi l'Accademia di Brera di Milano dove segue i corsi di Ambrogio Alciati.
Negli anni Trenta è a Lissone, città a cui rimarrà legato, in provincia della Brianza, dove insegna nella locale Scuola di arti e mestieri e si dedica alla pittura con modi che in un primo tempo si rifanno alla tradizione ottocentesca e in particolare al paesaggismo lombardo, per poi seguire invece una via più decisamente antiaccademica. A lui si deve l'iniziativa del Premio Lissone negli anni 1946 - 1967.
Inizia ad esporre a Milano: la sua prima personale è nel 1939 alla galleria Mazzucchelli e, l'anno seguente, alla galleria Piccola mostra. 
Nel 1946 espone il ciclo delle Donne, in cui risente dell'influenza cubista ed espressionista, pur mediata attraverso una sua personale interpretazione lirica del soggetto.
Ai primi anni Cinquanta risalgono i cicli dei Galli e delle Venezie, che esprimono una pittura sempre più sintetica e deformata che incontra l'interesse della critica e il successo del pubblico. Sarà l'assegnazione del Premio Taranto, sezione pittura, che darà una svolta significativa alla sua esistenza. Quell'anno Carlo Emilio Gadda vincerà il primo premio nella sezione letteratura, e Giuseppe Ungaretti sarà uno dei giurati.
Espone in gruppo alle Biennali del 1948, 1952 e 1954. Nel 1956 e nel 1964 la Biennale di Venezia significativamente gli dedica una sala personale. Partecipa anche a cinque quadriennali di Roma dal 1948 al 1972, escludendo solo la sesta. 
Sono questi gli anni in cui la sua ricerca si rivolge ormai a soluzioni di tipo informale.
Espone a Leverkusen nel 1957, a New York nel 1960 e a Parigi nel 1963. Altre rassegne nei quindici anni successivi in Svizzera, Austria, Belgio (e ancora Germania).
Nel corso degli anni Settanta l'artista torna poi decisamente alla figura operando nei dipinti inserti di collage e di frammenti derivati dalla realtà quotidiana. Seguirà le orme di pittore anche il cugino Vittorio Meloni, pittore attivo nella bassa parmense.

## Mostre
Fra le esposizioni in spazi pubblici sono da ricordare: 
- Antologica a Milano, Rotonda della Besana , 1971
- Retrospettiva a Lissone, 1980
- Retrospettiva a Lissone, 1985
- Retrospettiva a Ferrara, al Palazzo dei Diamanti, 1988

## Premi e Riconoscimenti
- 1950 - Premio Taranto per la pittura con "Gallo di mare"[4]